# Nematomicrus tenellus
Nematomicrus tenellus là một loài tò vò trong họ Ichneumonidae.